# Cassie
Cassie — дебютный студийный альбом американской певицы Кассандры Вентуры, известной под сценическим именем Кэсси, выпущен 8 августа 2006 года лейблом Bad Boy Records, принадлежащем Дидди. Альбом занял второе место в хит-параде Top R&B/Hip-Hop Albums и четвёртое место в общем хит-параде Billboard 200. В США была продана 321 тысяча копий альбома. В британском чарте альбом продержался всего две недели, добравшись лишь до 33-й строчки рейтинга.

## Об альбоме
Продюсированием альбома занимался в основном Райан Лесли, который также является автором большинства композиций альбома. Альбом выдержан в стиле современного ритм-н-блюза, хотя, по словам самой Кэсси, содержит элементы хип-хопа, поп- и рок-музыки. Кроме того, в некоторые баллады добавлены элементы традиционной филиппинской музыки.
Песня Me & U была выпущена как сингл 25 апреля 2006 года, стала клубным хитом и разошлась тиражом свыше миллиона копий, получив статус платинового сингла. Второй сингл Long Way 2 Go вышел 23 октября того же года и продавался довольно слабо, достигнув лишь 97-го места в чарте.

## Список композиций
| №   | Название                           | Автор(ы)                                                          | Длительность |
| --- | ---------------------------------- | ----------------------------------------------------------------- | ------------ |
| 1.  | «Me & U»                           | Райан Лесли                                                       | 3:13         |
| 2.  | «Long Way 2 Go»                    | Лесли, Кэсси Вентура                                              | 3:40         |
| 3.  | «About Time»                       | Лесли, Маруфи                                                     | 3:33         |
| 4.  | «Kiss Me»                          | Вентура, Анджела Бейинс, Шон Гарретт, Видаль Дэвис и Андре Харрис | 4:07         |
| 5.  | «Call U Out»                       | Лесли, Б. Флетчер                                                 | 3:32         |
| 6.  | «Just One Nite»                    | Лесли                                                             | 4:06         |
| 7.  | «Hope You're Behaving (Interlude)» | Лесли, Вентура                                                    | 0:36         |
| 8.  | «Not with You»                     | Лесли, Маруфи                                                     | 3:17         |
| 9.  | «Ditto»                            | Лесли, Уильямс                                                    | 3:34         |
| 10. | «What Do You Want»                 | Лесли, Галадриэль Мастерсон, Хоупи Рок, Вентура                   | 3:13         |
| 11. | «Miss Your Touch»                  | Лесли, Чино Льюис                                                 | 2:33         |